# Мателотаж
Мателота́ж (от фр. matelot — «моряк») — похожий на брак социальный институт, существовавший среди пиратов XVII и XVIII веков.
Это был формальный и постоянный союз между двумя взрослыми мужчинами. Они объединяли свои средства, сражались вместе и заботились друг о друге в случае болезни. Иногда мателотаж выражался в контракте, в котором закреплялось, что в случае смерти одного из партнёров другой наследовал всё его имущество. Иногда при заключении такого союза пираты могли обмениваться кольцами. Практика мателотажа была распространена на островах, населённых пиратами и буканьерами, таких как Тортуга и Эспаньола, поскольку женское европейское население этих территорий в то время было очень малочисленным, а отношения с аборигенами были враждебными. Хотя гомосексуальная связь случалась в среде пиратов и буканьеров, мателотаж не обязывал к ней, но и не запрещал её, в первую очередь такой союз двух мужчин подразумевал взаимопомощь и выручку в трудную минуту. Были случаи, когда один из таких пиратов также был женат на женщине; в этой ситуации жена могла иметь сексуальные отношения также и с его мателотом. Некоторые правила или кодексы пиратов строго запрещали поднимать женщин на борт судов, и наказанием за это нарушение была смерть. Некоторые известные пираты и авантюристы состояли в мателотаже, в частности, Александр Эксквемелин, пираты Бартоломью Робертс и Джон Уолден, Роберт Каллифорд и Джон Суонн.
Такая практика была столь сильно распространена, что французское правительство со временем оказалось не на шутку обеспокоено тем, что их приватиры переходят к мателотажному образу жизни, и в 1645 году французский губернатор Тортуги потребовал отправить сотни проституток в Новый Свет, чтобы переключить внимание морских авантюристов на отношения с женщинами. В пользу того, что мателотаж был серьёзным, а не символическим союзом, свидетельствует также то, что, когда люди французского флибустьера Франсуа Олоне захватили испанскую колонию Маракайбо (нынешняя территория Венесуэлы) в 1666 году, капитан лично убедился, что все мателоты погибших пиратов получили свою долю трофеев.
Обычай пиратов и буканьеров использовать прозвища вместо реальных имён, особенно по прибытии в Карибский бассейн, имел целью остаться анонимными перед европейским обществом, скрыть свою пиратскую деятельность и практику мателотажа. Например, на острове Эспаньола только те мужчины, которые работали на плантациях и были женаты на женщинах, использовали свои настоящие имена.